# Combat de Fougères (1793)
Pour les articles homonymes, voir Siège ou bataille de Fougères.
Chouannerie
Batailles
- 1er Vannes
- Fouesnant
- Scrignac
- Lannion
- Pontrieux
- Bourgneuf-la-Forêt
- Plumelec
- Savenay
- Loiré
- Ancenis
- 2e Vannes
- Pluméliau
- Pontivy
- 1er La Roche-Bernard
- 1er Rochefort-en-Terre
- Pacé
- Guérande
- Fleurigné
- Fougères
- Vitré
- Mané-Corohan
- Plabennec
- Saint-Pol-de-Léon
- Kerguidu
- Lamballe
- Saint-Perreux
- 2e Rochefort-en-Terre
- 2e La Roche-Bernard

La combat de Fougères se déroule le 19 mars 1793 à la suite d'une révolte paysanne contre la levée en masse lors de la Pré-Chouannerie.

## Prélude
Le 19 mars, vers midi, les paysans insurgés rassemblés à Landéan décident de se porter sur Fougères, 
A Fougères, les représentants Billaud-Varenne et Sevestre informent le maire Lesueur et l’administration du district des débuts de l’insurrection avant de repartir pour Rennes. Pour sa défense, la place dispose d'une vingtaine de gendarmes et d’une garde nationale forte de 500 hommes sous les ordres de Delise, cependant une compagnie ayant été envoyée à Rennes, elle est réduite à 400 hommes. Ces forces sont renforcées par plusieurs citoyens armés.

## Le combat
Les révoltés du rassemblement de Landéan, bientôt rejoints par ceux de Laignelet, s’arrêtent près de l’hospice, à près d’un kilomètre de la ville. Un des chefs, Trauroux de Kermarec les dissuade d'attaquer une ville si bien fortifiée. Une députation de huit ou neuf hommes est alors envoyée à deux heures de l’après-midi afin de négocier avec les patriotes. Se disant représentants des paroisses de Landéan, La Bazouges-du-Désert, Louvigné-du-Désert, Saint-Germain-en-Coglès, Parigné, Le Châtellier et autres, ils réclament la fin du tirage. Le district répond qu'il « ferait valoir les droits des paroisses auprès de la Convention et que les citoyens ne seraient pas inquiétés par le tirage au sort ».
Mais cette déclaration ne convainc pas les insurgés, à sept heures du soir, ceux-ci tentent de pénétrer dans la ville. Les gardes nationaux ouvrent alors le feu, tirent à coup de canons et en quelques minutes, repoussent les paysans qui se replient en direction de la forêt, laissant deux morts et beaucoup de blessés contre seulement quelques blessés pour les patriotes.

## La répression
Après leur défaite, les paysans se dispersent, mais le 20 mars, le maire du bourg de Parcé, son frère et un autre patriote sont fusillés par des insurgés. Les Républicains passent alors à la répression. Réunissant 600 gardes nationaux des communes patriotes du pays de Fougères et de ses alentours, les patriotes reprennent le contrôle des paroisses insurgées, livrent quelques escarmouches et capturent plusieurs paysans. Le 24 mars, l'insurrection est matée, au total les paysans ont perdu 15 hommes tués et une centaine de prisonniers. Une commission militaire se met alors en place pour juger les révoltés, plusieurs sont condamnés à mort. Le 13 avril, la guillotine fonctionne pour la première fois à Fougères et décapite 10 personnes, la plupart exécutées pour la mort du maire de Parcé, d'autres sont fusillées mais leur nombre n'est pas connu, 59 autres prisonniers sont relâchés, d'autres sont condamnés à de la détention, dont Bossard, et enfermés dans le château de Fougères. Puis le 21 mai, 27 prisonniers passent en jugement, 4 d'entre eux, dont une femme, sont condamnés à mort et guillotinés le lendemain. Parmi eux, un des chefs, Julien Auguste Le Tanneur des Villettes, dont la tête est exposée sur le clocher de Landéan,,,. 
Julien Bossard parvient à s'échapper du château de Fougères en septembre 1793 et se cache pendant plusieurs mois dans un souterrain situé dans le champ de la Cornulais, dans la commune de Parigné. Mais le lieu de sa cachette finit par être dénoncé au Comité révolutionnaire par un habitant des environs qui affirme que celle-ci est également utilisée par des prêtres réfractaire et des chouans. Le 27 avril 1794 des soldats républicains pénètrent dans le souterrain et trouvent Julien Bossard qui est tué après avoir essayé de résister.